# Alain-Marie Tremblay
Alain-Marie Tremblay (né à Montréal le 26 avril 1941) est un céramiste et sculpteur québécois. Il est également chercheur et inventeur de matières.

## Biographie
Alain-Marie Tremblay obtient son diplôme en céramique de l’Institut des arts appliqués à Montréal en 1961. De 1962 à 1965, il habite à Paris et réalise un stage en gravure à l’Atelier 17 de William Hayter et un avec Annie Martin au Musée des arts décoratifs de Paris.
À son retour, il est engagé par la Centrale d’artisanat du Québec comme exposant et maître artisan en atelier sur le site de l'Expo 67. Il installe par la suite son atelier à Val-David.
En 1982, il fait un stage à San Francisco en sculpture de béton avec Jo Di Stefano. Entre 1980 et 1985, il invente une matière entre la céramique et le béton qu'il nomme « bétonique ». Il s'agit d'une argile kaolinique à liant hydraulique qu'il développe dans son atelier de Val-David puis qu'il teste au Centre de recherches de la Société Nationale d'Amiante du Québec et au Centre de recherche industrielle du Québec.
Il est président de Céramistes-Canada de 1985 à 1991.
Au cours de sa carrière, il réalise plusieurs œuvres du 1 % en lien avec la Politique d'intégration des arts à l'architecture et à l'environnement du Gouvernement du Québec, notamment dans des écoles,. Il réalise également des commandes pour des municipalités et autres institutions,.

## Distinctions
Alain-Marie Tremblay est reconnu comme artisan émérite du Conseil des métiers d'art du Québec.

## Musées et collections publiques
- Musée de la civilisation[8]
- Musée d’art contemporain de Montréal
- Musée d'art contemporain des Laurentides
- Musée des métiers d'art du Québec
- Musée du Haut Richelieu
- Musée national des beaux-arts du Québec[9]
- Pointe-à-Callière, cité d'archéologie et d'histoire de Montréal
- Musée du Bas-Saint-Laurent